# Orconectes compressus
Orconectes compressus är en kräftdjursart som först beskrevs av Faxon 1884.  Orconectes compressus ingår i släktet Orconectes och familjen Cambaridae. IUCN kategoriserar arten globalt som livskraftig. Inga underarter finns listade i Catalogue of Life.